# Cali Sweets
Cali Sweets (født 9. november 1988 i Las Vegas), er en amerikansk pornoskuespiller. Sweets havde sin filmdebut i 2012 i filmen The Black Pack.

## Filmografi
- 2013 - Booty Talk 96
- 2013 - Deep Throat This 61
- 2013 - Pretty Young Things
- 2013 - Couples Seeking Teens 12
- 2013 - The Black Book
- 2012 - The Black Pack